# Windir
I Windir ("guerriero" nel dialetto di Sogndal) sono stati una band black/folk/viking metal norvegese originaria di Sogndal.
La maggior parte delle canzoni della band sono scritte nel dialetto di Sogndal.

## Storia del gruppo
Il progetto è nato come one-man-band ed è stato fondato nel 1994 da Valfar. Grazie ai primi due demo, Sognariket (1994) e Det Gamle Riket (1995), la band si affermò nell'underground tanto da ottenere subito un contratto. Il full-length che segnò il loro debutto, Sóknardalr, fu registrato in soli 4 giorni nel gennaio 1997 e messo in commercio nell'aprile dello stesso anno. Tranne per le parti di batteria (eseguite da Steingrim), l'intero lavoro è stato creato e suonato da Valfar.
Nel periodo tra agosto e ottobre 1998 viene registrato il secondo album, Arntor. L'album viene pubblicato nell'estate del 1999 in Norvegia ed in breve tempo in tutto il mondo. A differenza del primo album più orientato verso il black, Arntor presenta un lato folk più marcato, con anche motivi popolari riarrangiati. Nel 2001 viene registrato 1184, che fa conoscere i Windir anche al di fuori della scena scandinava. A questo punto la band è divenuta una formazione con l'innesco di Hvàll e la sua band, gli Ulcus, anch'essi originari di Sogndal. Nel 2003 i Windir danno alla luce Likferd e nello stesso anno vanno negli Stati Uniti per un tour.
Nel pieno della loro ascesa, il 17 gennaio 2004, Valfar viene trovato morto per ipotermia a Reppastølen, in una vallata vicino alla sua Sogndal. Con il consenso della famiglia di Valfar, i restanti membri della band organizzano un ultimo concerto in sua memoria (nel quale verrà registrato il DVD SognaMetal).

### Dopo i Windir
Dopo il concerto commemorativo, i Windir decidono di non continuare a suonare col nome creato da Valfar. Nel 2004 Hvàll, Sture e Steingrim fondano i Vreid (nel 2010 anche Strom si unisce alla band), pubblicando fino a oggi 4 full-length.
Sempre nella città natale Sogndal, Righ e Strom fondano i Cor Scorpii nel 2005.

## Formazione

### Formazione attuale
- Terje Bakken (Valfar) - chitarra, basso e tastiera (1994-1999), voce e fisarmonica (1994-2004)
- Jørn Holen (Steingrim) - batteria (solo in studio 1994-2001) (2001-2004)
- Jarle Kvåle (Hvàll) - basso (2001-2004)
- Stian Bakketeig (Strom) - chitarra solista (2001-2004)
- Sture Dingsøyr - chitarra ritmica (2001-2004), voce (2004)
- Gaute Refsnes (Righ) - tastiere (2001-2004)

### Ex componenti
- Sorg - chitarra, voce (dal 1994 al 1996)[1]
- Cosmocrator - voce in 1184 e Likferd
- Vegard - voce

## Discografia

### Album in studio
- 1997 - Sóknardalr
- 1999 - Arntor
- 2001 - 1184
- 2003 - Likferd

### Demo
- 1994 - Sogneriket
- 1995 - Det Gamle Riket

### Raccolte
- 2004 - Valfar, Ein Windir

### DVD
- 2005 - SognaMetal